# Signalisation routière
La signalisation routière désigne l’ensemble des signaux conventionnels implantés sur le domaine routier et destinés à assurer la sécurité des usagers de la route, soit en les informant des dangers et des prescriptions relatifs à la circulation ainsi que des éléments utiles à la prise de décisions, soit en leur indiquant les repères et équipements utiles à leurs déplacements. Elle comprend deux grands ensembles : la signalisation routière verticale, qui comprend les panneaux, les balises, les feux de signalisations (type gyrophare), les bornes et les feux tricolores et la signalisation routière horizontale, constituée des marquages au sol et des plots.

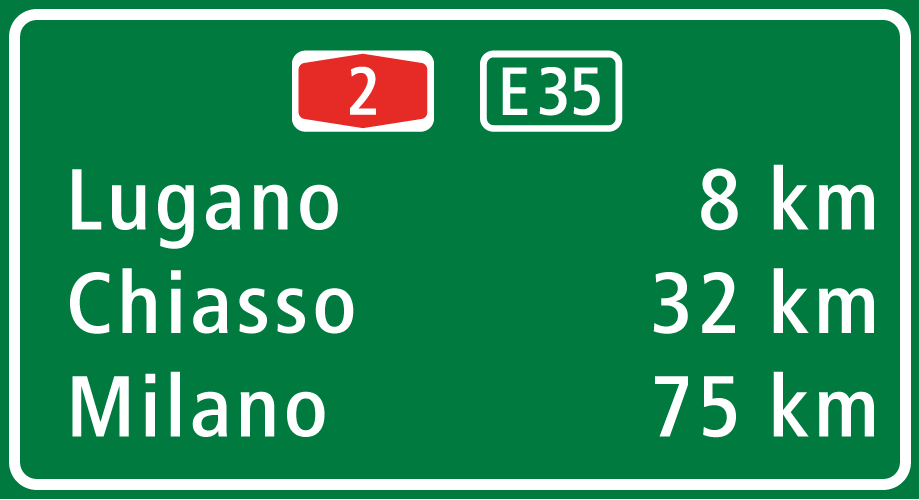
Exemple d'un panneau autoroutier en Suisse (Lugano).

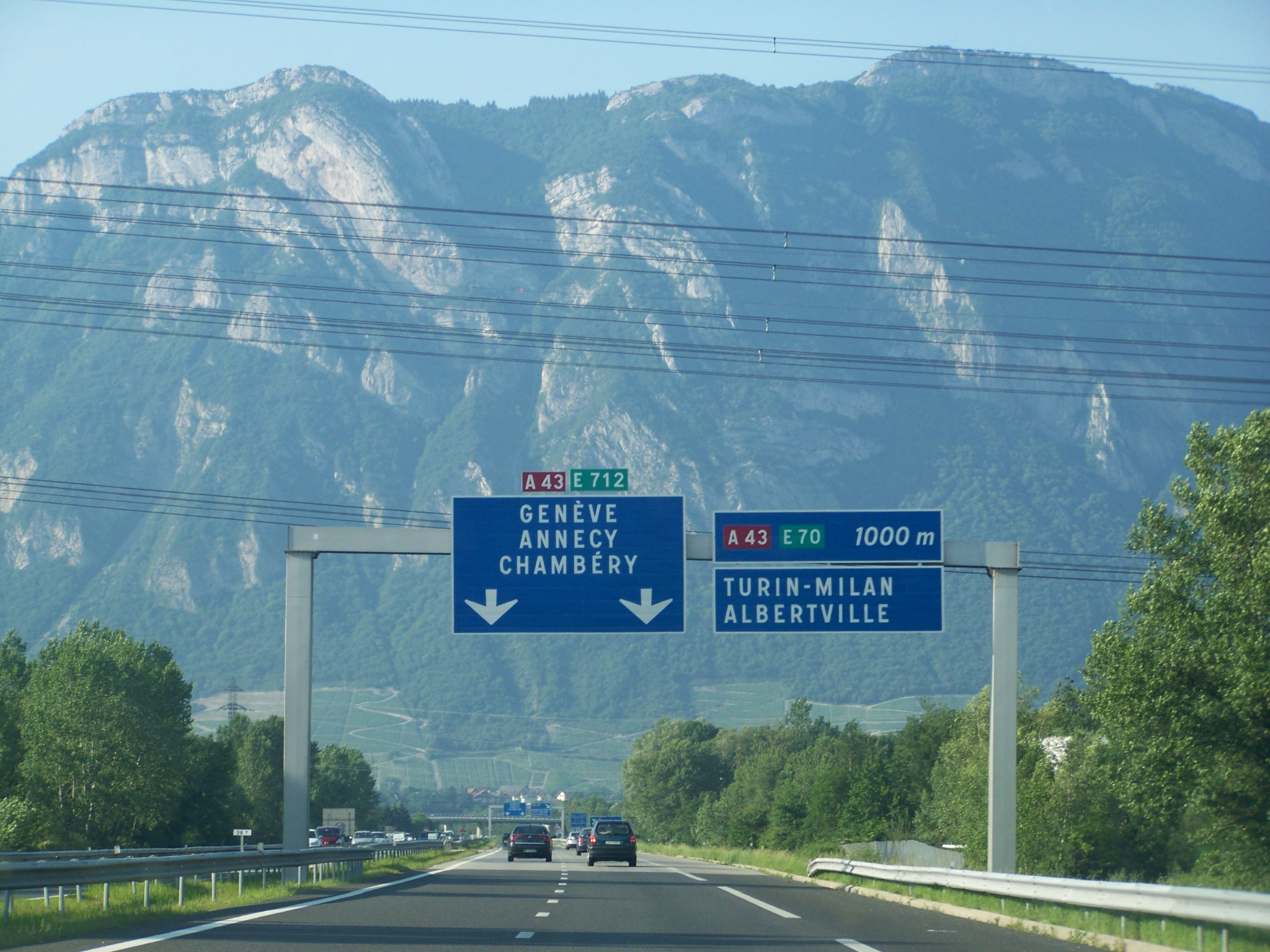
Signalisation directionnelle autoroutière en France.

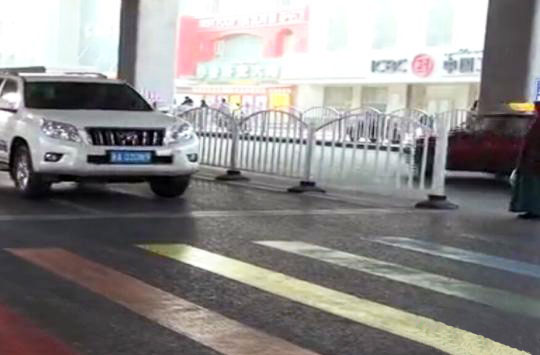
Signalisation routière horizontale, marquages zebracross.

## Histoire

### Les bornes romaines, premiers équipements
Les bornes romaines ou bornes milliaires (du latin milliarum), bien que cela n'ait probablement pas été leur première fonction, peuvent être considérées comme les premiers équipements destinés à renseigner les usagers des voies carrossées et donc comme les premiers équipements de signalisation routière.
Elles étaient élevées non pas de mille en mille mais simplement pour rappeler les travaux d’entretien des voies romaines, ordonnés par l’Empereur ou placé sous son autorité. Elles portaient une inscription mentionnant le nom du magistrat, ou de l'empereur ayant fait réparer la route, ainsi que la date. Les bornes indiquaient en plus les distances à parcourir pour atteindre les villes les plus proches. Ces distances étaient portées selon des mesures variées : milles romains (environ tous les 1 460 mètres), lieues gauloises, ou leurs subdivisions.
Bien que se rapprochant des panneaux routiers, il est toutefois peu probable que ce soit leur rôle premier, leur répartition ne correspondant pas nécessairement à cette fonction. Le rôle exact des bornes milliaires a fait l'objet de discussion. Elles assuraient incontestablement un rôle de représentation du pouvoir, dont elles manifestaient l'action.

### Les coquilles du chemin de Saint-Jacques-de-Compostelle
Les pèlerins de Saint-Jacques-de-Compostelle avaient pour coutume de rapporter puis de se voir remettre comme témoignage de leur voyage des coquilles de pectens, qu'ils fixaient à leur manteau ou à leur chapeau, d'où le nom de coquilles Saint-Jacques donné par la suite à ces mollusques. La coquille Saint-Jacques était le signe à l'issue du voyage que c'était un homme nouveau qui rentrait au pays. La coquille fut même gravée dans la pierre sur les frontons ou les chapiteaux des églises qui servaient d'étape aux pèlerins.

### XVIesiècle: les bornes royales
En France, sous Louis XV, à partir de 1745, de hautes bornes de pierre ornées d'une fleur de lys en bas-relief sont mises en place sur les routes royales. Elles sont implantées toutes les mille toises, soit une demi-lieue (lieue de Paris) ou environ 2 km. Beaucoup de ces bornes ont survécu jusqu'à nos jours. Les fleurs de lys ont été fréquemment martelées à la Révolution, quelquefois même remplacées par des symboles républicains comme le bonnet phrygien. Elles portent toujours un numéro d'ordre à partir de leur point d'origine.

### Les premiers poteaux indicateurs

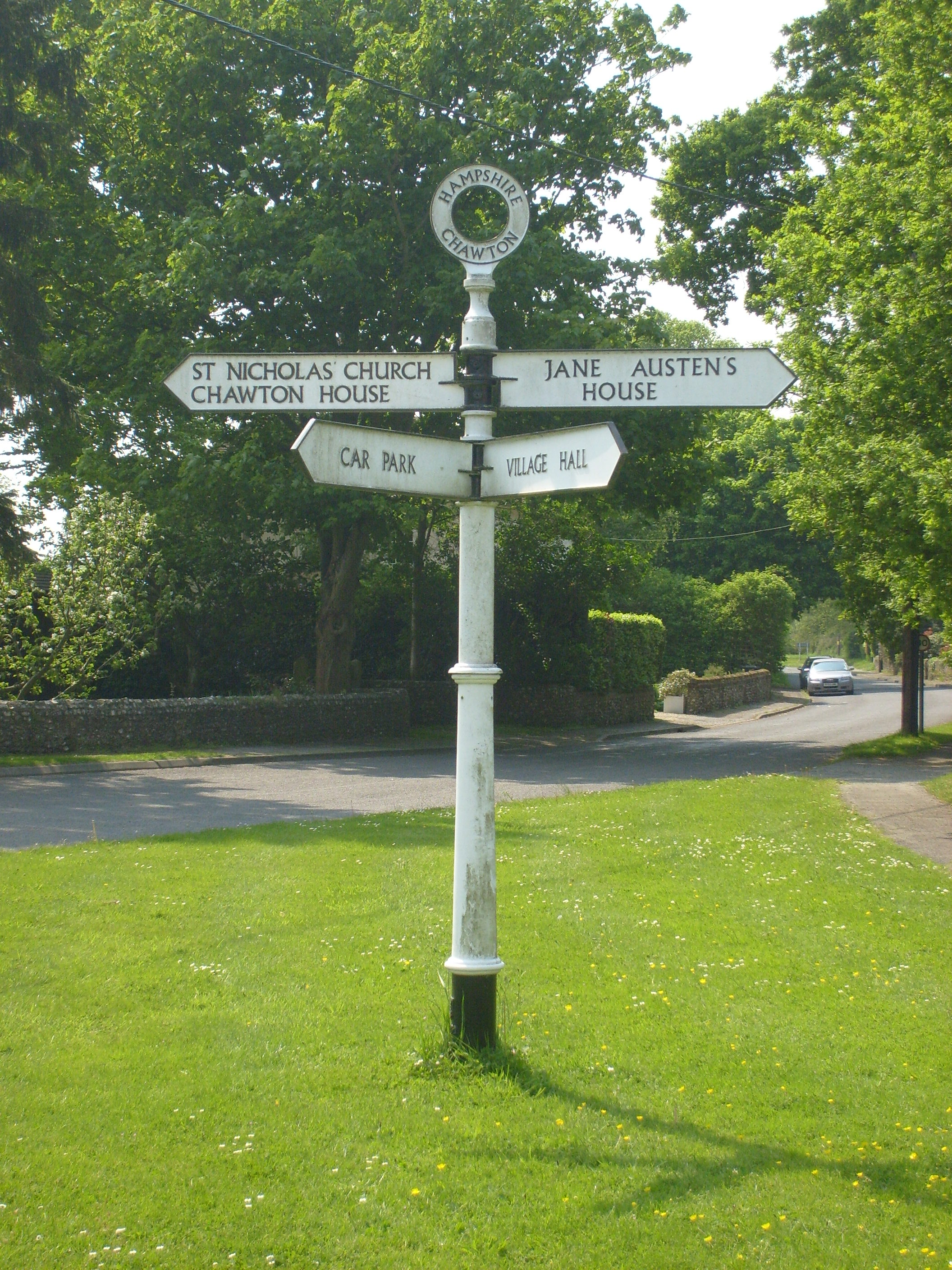
Fingerpost, panneau indicateur anglais.

C’est en Grande-Bretagne qu’apparaissent les premiers poteaux indicateurs, sous la forme de « fingerposts ». Il s’agit de poteaux équipés de un ou plusieurs bras sur lesquels figurent les noms des directions à suivre. Ils ont été introduits dans la législation britannique en 1697 avec une loi qui autorise les magistrats à placer des poteaux indicateurs à l’intersection des routes. Toutefois, le plus vieux fingerpost encore existant date de 1669. Il est situé près de Chipping Campden, dans le Gloucestershire. Il indique les directions de Oxford, Warwick, Gloucester and Worcester (abréviation de 'Gloster' et de 'Woster'). Le code des routes de 1766 impose les fingerposts sur les routes à péage[réf. incomplète].
En Allemagne, une loi de 1704 décrit des poteaux indicateurs en forme de bras, similaires aux fingerposts anglais.
Des poteaux indicateurs étaient assurément utilisés dans les autres pays dès le XVIIIe siècle, mais ils ne furent légalisés que beaucoup plus tard. Ainsi en France, le premier document ancien donnant un descriptif de ces poteaux date du 15 avril 1835, il s’agit d’une circulaire fixant les dimensions des poteaux indicateurs.

### 1902: premiers panneaux de signalisation à symboles
Avec l’apparition de l’automobile, apparaissent dès 1900 des panneaux de prescription communs aux automobilistes et aux cyclistes avec les textes « Allure modérée » ou « Ralentir » en France ou « Kraftwagen schritt » (« Roulez au pas ») ou « Kraftwagen Vorsicht » (« attention danger ») en Allemagne. De nombreuses initiatives voient alors le jour, grâce notamment à l'action de certaines associations, des touring-clubs, ainsi que des fabricants de pneumatiques Michelin et Dunlop. Les premiers signaux de routes à symboles modernes sont créés en France en 1902 par l’Association générale automobile, association fondée en 1895. En haut du panneau figurait le créateur du signal, et en bas à gauche, celui du partenaire financier nommé par la phrase « Don de … »,

### 1909: consensus de 9 nations autour de 4 signaux
La première tentative d'unification internationale eut lieu à l’occasion de la conférence diplomatique internationale de Genève du 11 octobre 1909. Quatre signaux d’obstacles sous la forme de plaques rondes, pour les distinguer des plaques rectangulaires de direction, font l’objet d’un consensus : un cassis à double bosse, une succession de virages en Z, un passage à niveau avec barrière et un croisement en X.

### 1924: deux standards pour le sol américain
En 1924 se tient à Washington la première conférence nationale américaine sur la sécurité des routes et des rues (NCSHS). Elle propose en particulier de standardiser les couleurs pour les équipements de signalisation qui étaient apparus depuis le début du siècle. De nombreux subsistent encore de nos jours. Par exemple les signaux avec des lettres blanches sur un fond rouge indiquent un stop. Des lettres blanches sur un fond vert indiquent une autorisation. Des lettres noires sur un fond jaune avertissent d’un danger. Les signaux comportant des lettres blanches sur un fond violet, indiquant une intersection n’ont par contre pas perduré jusqu’à nos jours ; des signaux noirs et blancs indiquent la direction et la distance et sont spécifiés pour chaque type d’intersection ou de jonction.
La même année 1924, l’American Association of State Highway Officials (AASHO, précurseur de l’actuelle AASHTO) standardise les couleurs et les formes de panneaux. Le rapport reconnaît la visibilité supérieure du fond jaune et conseille son adoption pour tous les signaux de danger et de conseil, y compris le signal STOP. L’usage du rouge était rejeté du fait de sa faible visibilité de nuit. Ce rapport fut également le premier à proposer l’écu pour désigner les autoroutes américaines.
Deux standards différents sur l’ensemble des États-Unis posaient des difficultés. En 1932, la NCSHS et l’AASHO s’associent pour publier en 1935 le premier manuel standardisant les équipements de signalisation de la route (MUTCD, dénommé le Manual) valable sur l’ensemble du territoire américain.

### 1926-1931: le standard européen
Du 20 au 24 avril 1926, le Comité permanent de la circulation routière à la Société des Nations se réunit à Paris. Les quatre panneaux de danger créés et utilisés depuis 1909 passent alors définitivement de la forme du disque à celle du triangle, toujours en vigueur aujourd’hui. Deux autres panneaux apparaissent, et notamment le passage à niveau non gardé, sans barrières, représentant une locomotive.
En juin 1928, à la demande des villes suisses et de l’Association internationale des congrès de la route (AIPCR), plusieurs panneaux nouveaux furent créés, et notamment le signal de sens unique, le signal de direction, le signal de parking, et le signal de stationnement interdit.
En parallèle, le Comité permanent de la circulation routière de la Société des Nations poursuivait ses travaux à Genève pour aboutir, le 30 mars 1931, à la signature d’une convention internationale sur l’unification de la signalisation routière, parachevant ainsi l’œuvre entreprise dès 1926 en une réglementation unique pour tous les types de signaux. Les panneaux y étaient classés en quatre catégories : danger, prescription, indication, et enfin panneaux de prudence.
Mais les standards européen et américain sont fondamentalement différents, de par les formes et les couleurs des signaux, mais aussi par l’emploi d’inscriptions en langue anglaise pour le Manual alors que les panneaux européens se réfèrent presque exclusivement à des symboles. La bordure rouge dominait dans le système européen et le jaune et le noir dans le système américain.

### 1949 à nos jours: maintien de deux systèmes dans le monde

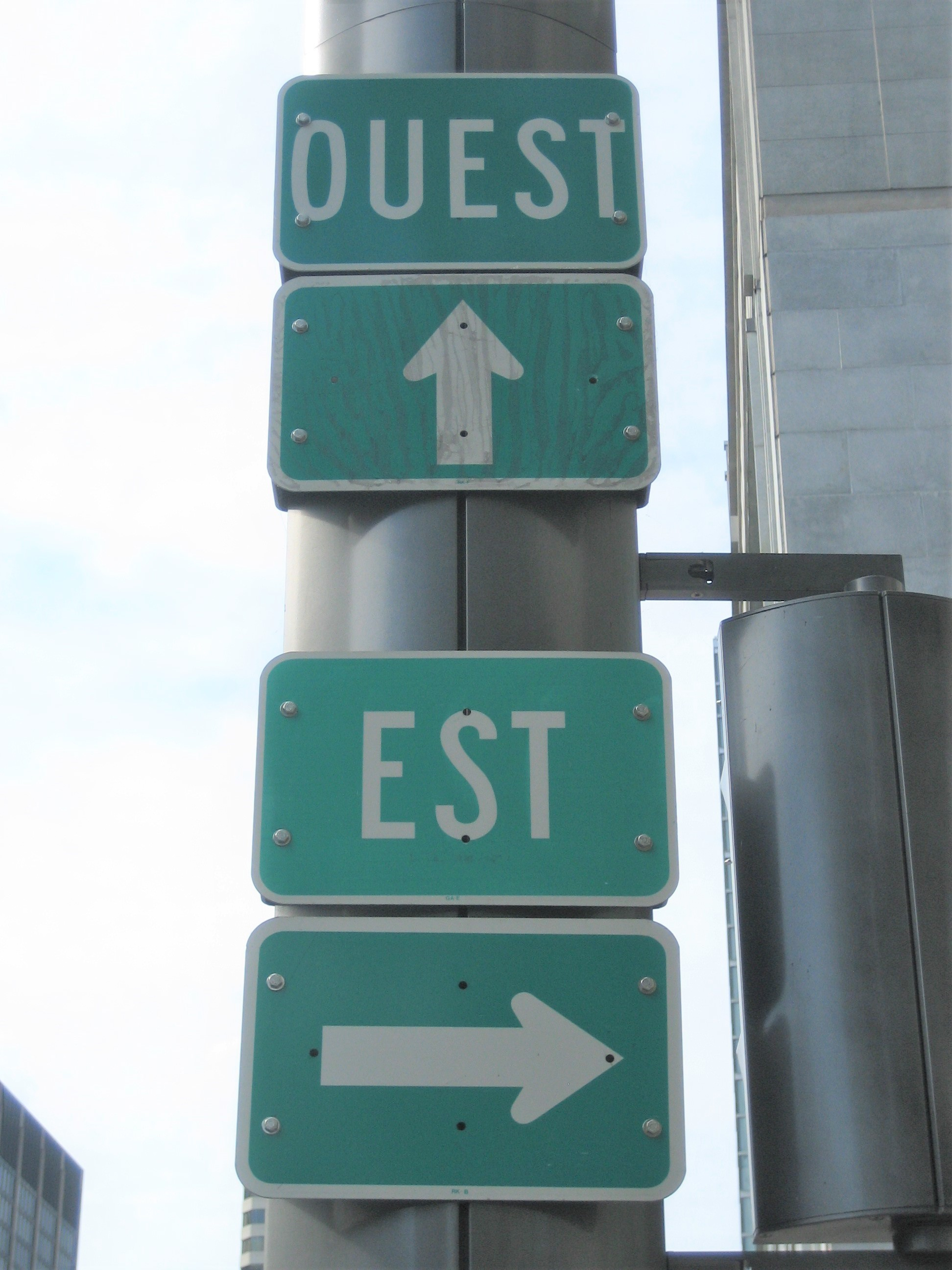
Signalisation routière de Montréal

Une conférence des Nations unies sur les transports routiers et les transports automobiles s’est tenue à Genève, d’août à septembre 1949, en présence de délégués de 28 pays. Au cours de la conférence, l’impossibilité d’aboutir à un accord sur un système uniforme et mondial de signalisation routière devint évidente.
Deux systèmes coexistent alors. Le premier est utilisé en Europe et dans beaucoup de pays asiatiques (Chine notamment) ou africains. Le second est en vigueur aux États-Unis et, avec des variantes, au Canada, au Mexique, dans certains pays de l’Amérique centrale et de l’Amérique du Sud, au Japon, en Indonésie, etc.
Malgré le constat d’échec de 1949, la réflexion sur un système mondial uniforme de signalisation routière ne fut pas complètement abandonnée, mais force est de reconnaître que l’idée a fait long feu : les deux systèmes perdurent toujours.

### 1968: la Convention de Vienne
Comme à Genève en 1949, la convention de Vienne sur la signalisation routière, du 7 octobre au 8 novembre 1968, qui réunissait 66 pays et de nombreuses associations, avait été organisée autour de quatre comités (la signalisation étant traitée au comité II).
Chacun resta sur ses positions en matière de forme de panneaux de danger (triangulaires à fond blanc en Europe, en forme de losange à fond jaune pour le continent américain).
Et même, on admit que la signalisation devait être unifiée par continent, plutôt que mondialement.
Les pays signataires de la Convention disposaient d’une période de dix ans pour adopter les panneaux retenus dans le cadre de la convention (ou de ses révisions). Mais ils ne sont pas obligés de les retenir tous dans leur propre réglementation (la France, par exemple, n’a jamais retenu le manchot à un bras, seul existe le panneau AB2 pour les carrefours symétriques). Par contre, s’ils veulent créer un panneau nouveau, ils sont obligés d’adopter celui de la Convention, si celui-ci existe. Cette convention est suivie en 1971 de l'accord européen de Genève sur la signalisation routière.

### Marquage routier: une évolution parallèle à celle des panneaux
Le marquage routier constitue dès l’apparition de l’automobile un équipement incontournable de la signalisation.
En 1883, un professeur de l’Université du Dakota du Sud prédit que les futures automobiles rouleraient à la vitesse incroyable de 25 miles par heure sur des routes dont les voies de roulement seraient séparées par des bandes blanches. Le premier marquage routier axial intervint de fait en 1911 sur une route du Michigan.
Ces lignes blanches furent utilisées aux États-Unis jusqu’en 1971 où elles furent remplacées alors par des lignes jaunes (souvent 2 lignes jaunes continues), qui sont toujours utilisées pour séparer les sens de circulation.
En Europe, la première expérimentation connue d’une ligne blanche est faite en 1921 à Sutton, à Maney Corner, à la suite de la plainte de plusieurs riverains sur la conduite imprudente des automobilistes et de nombreux accidents.
En 1965 est introduite une nouveauté majeure qui allait rendre les routes encore plus sûres : le marquage rétroréfléchissant.
En France, les premières lignes sont jaunes. À l’inverse des États-Unis, elles deviendront blanches en 1972. Cette modification permet d’augmenter la visibilité sur les routes et de se diriger vers une harmonisation des couleurs au niveau européen.
Au fil du développement du réseau routier et de sa signalisation, ce sont ainsi des milliers de tonnes de produits de marquage qui sont appliqués sur les routes.

### Feux de signalisation
Les premiers feux de signalisation ont fait leur apparition à Londres dès 1868. Il s’agit alors d’un sémaphore artificiel constitué de bras articulés ; il était animé par la force musculaire d’un policier.
Ensuite, il fut équipé de lampes de différentes couleurs destinées à améliorer leur visibilité nocturne, alimenté au gaz et allumées par le même policier. Mais le dispositif londonien eut un destin tragique. Non seulement il provoqua la panique d’un détachement de cavalerie, laquelle entraînera la mort de deux policiers, mais il connut également en 1869 une explosion qui atteindra mortellement le policier venu allumer les lampes.
Le premier feu électrique fut installé à Salt Lake City en 1912, puis on en trouve à Cleveland en 1914, à New York et Détroit en 1918, à Paris en 1923, à Berlin en 1924 et à Londres en 1925.
En France, jusqu’aux années 1920, la circulation aux carrefours était réglée uniquement par les signaux manuels des gardiens de la paix. Les premiers « feux de carrefour » (de simples feux rouges) furent mis en service à Paris en 1923 au carrefour Rivoli-Sébastopol. Ils ne comportaient qu’une couleur, le rouge.
Dans les années 1930, on ajouta un feu vert pour indiquer sans risque d’erreur que le passage était libre. Cependant, seule une sonnerie avertissait les conducteurs du changement de couleur : le feu rouge après le feu vert engendrait alors des arrêts brutaux cause de nombreux accidents.
C’est alors que le feu orange fut inventé. On abandonna ensuite le signal sonore, source de nuisance pour les riverains.

## Typologie selon la nature

### Signalisation verticale
La signalisation verticale est l’ensemble des signaux conventionnels implantés verticalement sur le domaine routier et destinés à assurer la sécurité des usagers de la route, soit en les informant des dangers et des prescriptions relatifs à la circulation ainsi que des éléments utiles à la prise de décisions, soit en leur indiquant les repères et équipements utiles à leurs déplacements. Elle regroupe ainsi les signalisations par panneaux, par balisage par bornage ou par feux.

#### Signalisation par panneaux

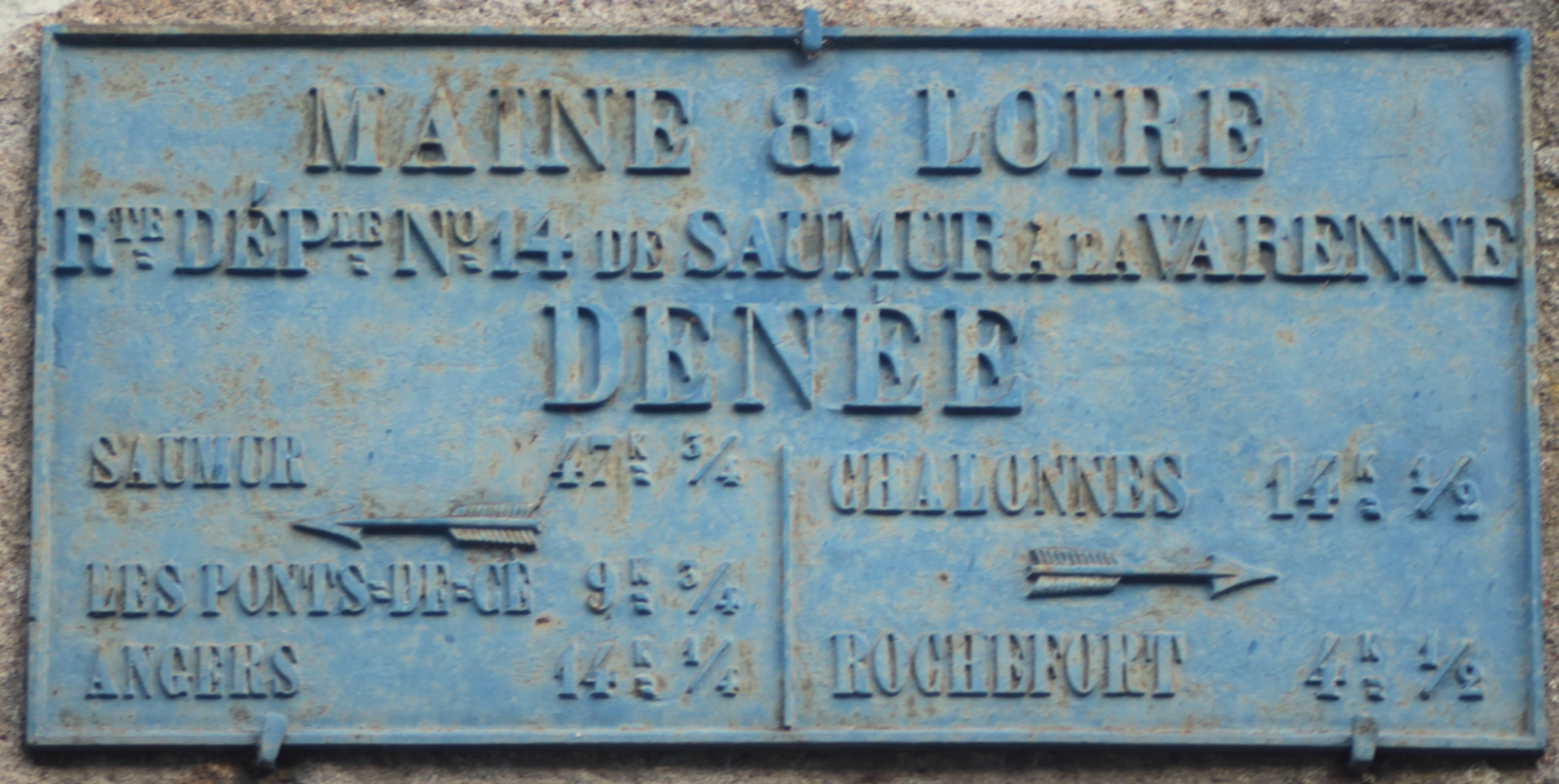
Ancienne plaque directionnelle, en fonte, fixée sur le mur d'une maison, à 2.5 m de haut, à une intersection, à Denée.

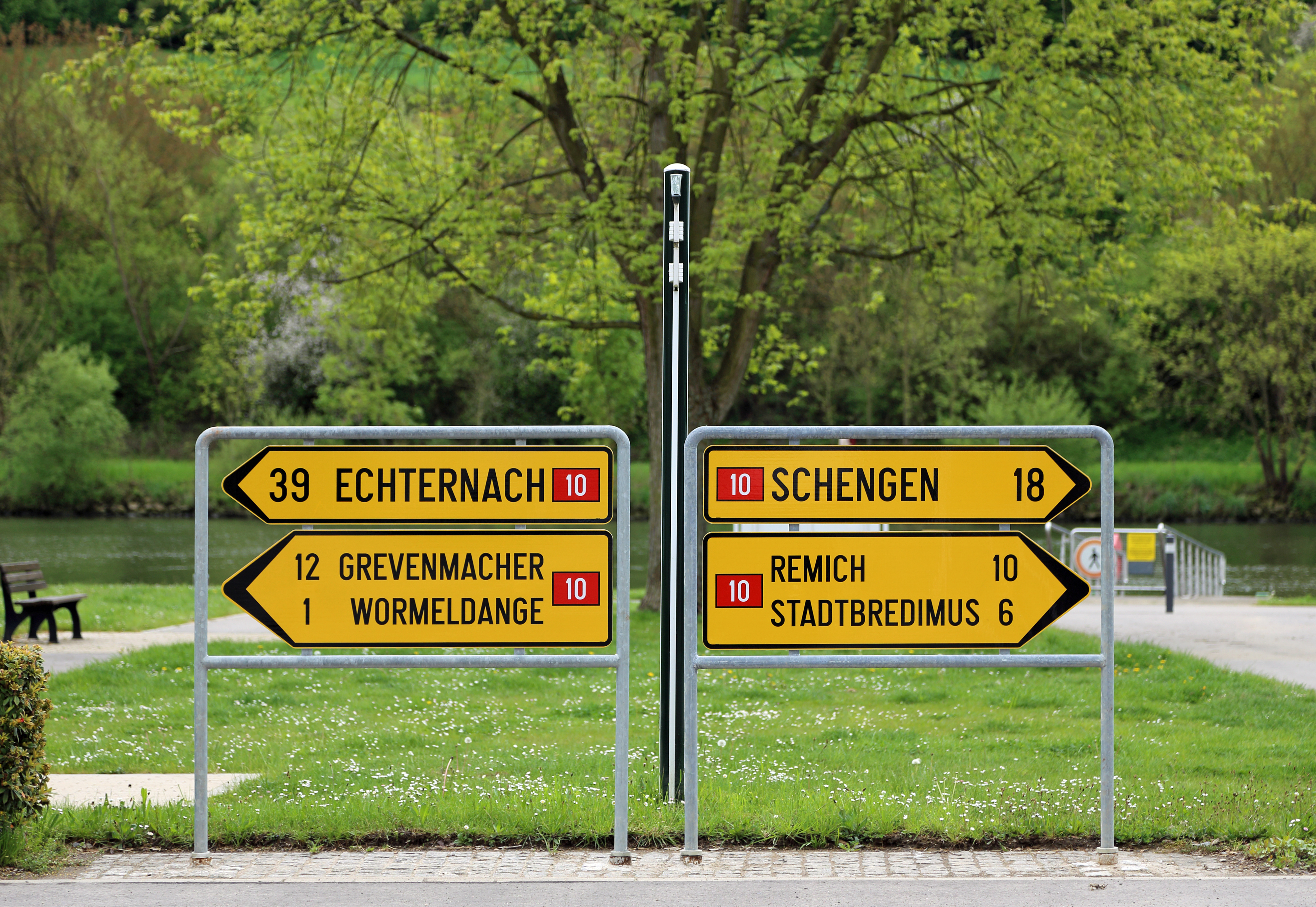
Panneaux directionnels au grand-duché de Luxembourg.

Placés sur le côté des routes, les panneaux de signalisation routière peuvent avoir plusieurs fonctions :
- Les panneaux de danger informent les usagers d’éventuels dangers qu’ils peuvent rencontrer et contribuent ainsi à rendre plus sûre la circulation routière.
- Les panneaux directionnels facilitent cette circulation en indiquant par exemple les directions à suivre.
- Les panneaux de prescription ou d'obligation indiquent ou rappellent diverses prescriptions particulières de police en vigueur localement.
- Les panneaux d'indication enfin donnent des informations relatives à l'usage de la route.

On distingue :
- La signalisation de police : panneaux de danger, prescription absolue, priorité, intersection et indication ;
- La signalisation directionnelle : panneaux de direction, localisation et tourisme ;
- Les panneaux à messages variables.

#### Signalisation par balisage
Dans le domaine routier, une balise est un dispositif implanté pour guider les usagers ou leur signaler un risque particulier, ponctuel ou linéaire, sur un itinéraire traité de façon homogène. En France, les balises sont codifiées J.

#### Signalisation par bornage
Les bornes routières sont destinées à indiquer les distances sur les routes. Elles sont à ce titre des équipements de signalisation.

#### Signalisation par feux
Les feux de circulation routière constituent un dispositif permettant la régulation du trafic routier entre les usagers de la route, les véhicules et les piétons.
Les feux destinés aux véhicules à moteurs sont généralement de type tricolores, auxquels peuvent s'ajouter des flèches directionnelles. Ceux destinés aux piétons sont bicolores et se distinguent souvent par la reproduction d'une silhouette de piétons. Les feux tricolores pour cyclistes se distinguent par la reproduction d'une bicyclette.
En Europe, la convention européenne sur la signalisation routière (convention de Vienne sur la signalisation routière) de 1968, à laquelle se sont depuis ralliés de nombreux États, contient des dispositions qui fixent les catégories, formes et couleurs des signaux routiers, dont les signaux lumineux.
Un carrefour à feux tricolores est commandé par un contrôleur de feux, appareil électronique de contrôle/commande.
Les feux sont généralement déclinés à partir de deux couleurs de base : le rouge pour fermer, le vert pour ouvrir. Ces couleurs ont l'avantage d'être très différentes, sauf pour la plupart des daltoniens.

### Signalisation horizontale
La signalisation routière horizontale est l’ensemble des signaux conventionnels implantés horizontalement sur le domaine routier ayant pour rôle de guider l'usager en donnant quatre types d'informations : la répartition des espaces de déplacement, les règles de conduite, le jalonnement et le stationnement.
Elle comprend les marques routières et les plots.

## Typologie selon l'usage
La signalisation permanente comprend les signaux et dispositifs implantés de façon permanente, destinés à signaler et à renseigner sur les conditions permanentes de circulation, dangers, intersections et priorités, prescriptions, indications et directions ainsi que sur les mesures permanentes d’exploitation du trafic.
La signalisation temporairecomprend les signaux et dispositifs implantés de façon temporaire, destinés à signaler et à renseigner sur les conditions temporaires de circulation, obstacles, dangers fortuits, mesures non permanentes d’exploitation du trafic, chantiers fixes, chantiers mobiles.
La signalisation variablecomprend les signaux et dispositifs destinés à signaler et à renseigner sur les conditions évolutives de circulation, obstacles, dangers fortuits ainsi que sur les mesures évolutives d’exploitation du trafic.
La signalisation d’exploitationregroupe la signalisation temporaire et la signalisation variable.

## Typologie selon les usagers
Les différents équipements de signalisation routière peuvent être regroupés selon la catégorie d'usagers.

### Signalisation routière
La signalisation routière regroupe l'ensemble des équipements implantés sur les routes. Par extension, on peut englober aussi la signalisation autoroutière si le terme route est entendu dans un sens global.
On distingue la signalisation permanente qui est implantée à demeure sur le domaine routier et la signalisation temporaire qui indique en général un danger aux usagers et qui a vocation à être enlevée lorsque le danger a été neutralisé.

### Signalisation autoroutière
La signalisation autoroutière regroupe l'ensemble des équipements destinés à être implantés sur autoroute.

### Signalisation cycliste
La signalisation cycliste regroupe l'ensemble des équipements de signalisation s'adressant principalement aux cyclistes. Les panneaux donnant une prescription de police (interdiction, obligation, annonce de danger) sont les mêmes que ceux s'appliquant aux autres catégories d'usagers, mais ont une dimension plus petite, plus adaptée à la vitesse d'avancement des cyclistes. Les panneaux de jalonnement d'un aménagement cyclable sont quant à eux spécifiques.

### Signalisation piétonne
La signalisation piétonne regroupe l'ensemble des équipements de signalisation s'adressant principalement aux piétons. Ils sont implantés sur les chemins ou espaces où la circulation des automobilistes est interdite ou au plus partagée avec une priorité aux piétons comme dans les zones de rencontre.